# Shāh Fīrūz
Shāh Fīrūz (persiska: شاه فيروز) är en ort i Iran.   Den ligger i provinsen Bushehr, i den centrala delen av landet, 700 km söder om huvudstaden Teheran. Shāh Fīrūz ligger 55 meter över havet och antalet invånare är 254.
Terrängen runt Shāh Fīrūz är platt åt sydväst, men åt nordost är den kuperad. Runt Shāh Fīrūz är det ganska glesbefolkat, med 43 invånare per kvadratkilometer. Närmaste större samhälle är Shabānkāreh, 12,3 km sydost om Shāh Fīrūz. Trakten runt Shāh Fīrūz är ofruktbar med lite eller ingen växtlighet.